# イシュ・ボシェテ
イシュ・ボシェテ（Ishbóshet, ヘブライ語: אִישׁ-בֹּשֶׁת ʼĪšbōšeṯ）は、ベニヤミン族出身のイスラエル王国の第2代の王で、サウル王朝の第2代の王である。名前はヘブライ語で「恥の人」を意味する。最近は「ボシェテ」が「誇り、強さ」を意味すると主張する学説もある。イシュ・ボシェトとも表記する。
元の名前は「エシュバアル」（ヘブライ語: אֶשְׁבַּעַל ’Ešba‘al、バアルの人）であったと考えられている。

## 生涯
サウル王の四男として生まれる。父と兄3人がペリシテ人との戦いに敗れてギルボア山上で戦死した時、ただ一人生き残った。将軍アブネルの支持を受けて、マハナイムでイスラエルの第2代の王に即位した。
ダビデが勢力を増すと、アブネルはダビデに加担しようとしたが、ヨアブによって殺害された。アブネルの死の知らせを聞いたイシュ・ボシェテは、2人の略奪隊の隊長バアナとレカブによって昼寝中に殺害されてしまった。
イシュ・ボシェテの死によってサウル王朝は2代で滅び、ダビデが全イスラエルの王として即位した。